# Trummy Young
Trummy Young, właśc. James Young (ur. 12 stycznia 1912 w Savannah, zm. 10 września 1984 w San Jose) – amerykański puzonista jazzowy. Przez szereg lat grał z Louisem Armstrongiem, występował również z orkiestrą Jimmiego Lunceforda.

## Lata młodzieńcze
Urodził się w 1912 roku, jako jedyny syn wśród trojga dzieci robotnika kolejowego Osborne’a Younga i Anie Evangeline w Savannah, w stanie Georgia. W mieście działał Ku Klux Klan, którego członkowie szerzyli postrach w murzyńskich dzielnicach  miasta. Ważną rolę w jego młodym życiu odgrywała muzyka. Wielkie wrażenie wywarli na nim tacy wykonawcy jak Jenkins Orphanage Band, Dr. Rabbitfoot, oraz otoczenie, w którym dorastał. Gdy miał 12 lat, zmarł jego ojciec.
W 1926 roku matka – niebędąca katoliczką – posłała go do 4-letniej katolickiej szkoły wojskowej w Rockcastle, gdyż system edukacyjny tej szkoły umożliwiał podjęcie pracy i zdobycie środków utrzymania. Przez tydzień pracował jako murarz i tynkarz, a w następnym tygodniu uczęszczał na zajęcia szkolne. Tam też obserwując młodych muzyków, zajął się ćwiczeniem tej profesji. Z braku funduszy na przyjazd do domu, wakacje spędzał pracując na farmie.

## Początek kariery
W 1930 roku, po skończeniu szkoły wyjechał do Waszyngtonu. Był puzonistą w Hot Chocolates Orchestra Bookera Colemana, który nadał mu przydomek Trummy. Latem 1931 roku grał w Asbury Park za dwa dolary za wieczór. W 1933 roku udał się do Chicago z orkiestrą Earla Hinesa, grając w klubie Grand Terrace w godzinach od 21 do 4 za 40 $ tygodniowo.

## Rozwój kariery
W 1936 wyjechał do Nowego Jorku, gdzie przyłączył się do orkiestry Jimmiego Lunerforda, tam też spotkał Idę Fitzpatrick, która rozmawiała z nim o Biblii. W tamtym okresie zawierał umowy na pojedyncze występy, a umowy zawierały klauzulę, że grupie nie wolno dawać koncertów w promieniu 600 km od miejsca, w którym ostatnio występowała, co doprowadzało do bardzo dalekich podróży. W Nowym Jorku występował ze śpiewaczką Billie Holiday. Napisał dla niej piosenkę „Travellin Light”, którą nagrała z orkiestrą Paula Whitemana (nie znając przepisów dotyczących tantiem, oboje otrzymali za nią tylko po 75 USD). W końcu lat 30. XX wieku, wystąpił w kilku filmach, np. Blues in the Night. Na przełomie lat 30. i 40. XX w. skomponował wiele przebojów, spośród których największy rozgłos zyskały: „T'Ain't What Cha Do, It's the Way That Cha Do It” oraz „What Cha Know, Joe?”. Jego odmienna technika gry na puzonie sprawiła, że piosenki „Ain't She Sweet” i „Margie” z 1938 r. znalazły się na płytach, które cieszyły się największym popytem. W tym okresie zachorował na nadciśnienie.
W 1947 roku poznał Sally i pod koniec tego roku ją poślubił. W 1948 roku urodziła mu się córka Andrea. Wraz z żoną nawiązał kontakt ze Świadkami Jehowy uczęszczając na ich zebrania do Sali Królestwa na Hawajach, gdzie przebywał.
W 1952 roku rozpoczął 12-letnią współpracę z Louisem Armstrongiem. Potem wspólnie z nim wystąpił w takich filmach jak The Glen Miller Story, Five Pennies, High Society i w programach telewizyjnych. Żona z córką zamieszkały w nowo zakupionym domu w Los Angeles, sam natomiast wiele podróżował, np. przez 7 miesięcy był w Afryce. W Europie nakręcił wiele filmów, a w 1961 także w Japonii. W Stanach Zjednoczonych najczęściej występował w Nowym Jorku, Chicago i Las Vegas. Aby utrzymać wysoką formę ćwiczył codziennie ok. 6 godzin.
Na początku 1964 roku z powodu choroby żony (która była już Świadkiem Jehowy) wrócił do Los Angeles, przerywając występy. Chociaż proponowano mu większą gażę, odrzucił ją kierując się swym mottem z Księgi Przysłów 16:16 „Raczej mądrość nabywaj niż złoto, lepiej mieć rozum – niż srebro”. Latem 1964 roku na kongresie Świadków Jehowy pod hasłem „Owoce ducha” został ochrzczony jako Świadek Jehowy. Następnie przeniósł się z rodziną na Hawaje, gdzie z własną orkiestrą grywał w największym hotelu w Honolulu – Hotel Street. W 1975 roku wydał płytę Man And His Horn. We wrześniu 1976 roku nagrał 6-godzinny wywiad biograficzny w Smithsonian Institution. W 1980 wydano jego płytę Someday. Zmarł w szpitalu w San José 10 września 1984 roku.
W 1999 roku ukazała się płyta z jego największymi przebojami z lat 1944–1946.

## Niektóre jego utwory
- Hollywood
- Talk of the Town
- Good 'N Groovy
- Rattle and Roll
- I’m Living for Today
- Behind the Eight Bar
- Four or Five Times
- I Want a Little Girl
- Two Sleepy People
- Tea for Two
- Thanks for the Memory
- Don’t Be a Baby, Baby
- Lazy Lullaby
- Try, Try Again
- Tidal Wave
- Fruitie Cuties
- Blue Triste
- Johnson Rock
- Lucky Draw